# Icky Mettle
Icky Mettle — дебютный студийный альбом американской инди-рок группы Archers of Loaf из Северной Каролины (Чапел-Хилл). Он был выпущен 7 сентября 1993 года на лейблах Alias и переиздан в 2011 году на Merge.

## Отзывы
| Оценки критиков            | Оценки критиков |
| Источник                   | Оценка          |
| -------------------------- | --------------- |
| AllMusic                   | [ 1 ]           |
| The A.V. Club              | A−              |
| Christgau's Consumer Guide | A               |
| Entertainment Weekly       | A               |
| The Guardian               | [ 5 ]           |
| NME                        | 7/10            |
| Pitchfork                  | 9.0/10          |
| Record Collector           | [ 8 ]           |
| Rolling Stone              | [ 9 ]           |
| Spin                       | 8/10            |

Vee Vee получил положительные отзывы от музыкальных критиков. Критик AllMusic Грегори Хини оценил альбом на 4,5 из 5 и отметил, что «Дебютный диск Archers of Loaf Icky Mettle — сырой, бурлящий и удивительно дерзкий — помог группе из Северной Каролины утвердиться в пантеоне инди-рока 90-х годов как сила, с которой нужно считаться. С их многослойным, гитарным подходом и драйвовой энергией альбом кажется артефактом из альтернативной временной линии, где Pixies решили стать все более и более агрессивными после Surfer Rosa. Хотя группа не полностью отказывается от идеи гармонии, она, безусловно, использует более размашистый подход, прокладывая дорогу к звуковому блаженству разрушенными усилителями и измельчёнными вокальными связками. Что делает это звучание таким привлекательным, так это то, как оно исследует весь спектр гитарного рока, объединяя тупой и резкий с задумчивым в музыкальном эквиваленте свадьбы с ружьём, на которой жених и невеста делают все, что в их силах, чтобы удержать все вместе, а семья наблюдает за этим в тревожном молчании».
Interview объявил его «Лучшим инди-рок альбомом года».

## Признание
Icky Mettle занял 32-е место в оригинальном списке 100 лучших альбомов 1990-х годов по версии Pitchfork, а Blender поместил его на 56-е место в списке 100 величайших альбомов инди-рока. В ретроспективной рецензии Майк Пауэлл из Spin описывает его как «альбом мальчишеских припадков и шумных гитарных шквалов. Это инди-рок, сытный и бесхитростный, как овсянка, до того, как исчезла грань, отделяющая его от мейнстрима, до того, как он стал таким… эклектичным».
В интервью The Triangle в 2005 году Эрик Бахманн размышлял об альбоме: «Когда мы только вышли, у нас была такая энергия. Это странная вещь, которую невозможно описать… Я послушал Icky Mettle, и меня почти передёргивает, когда я его слышу. Но что, вероятно, понравилось людям, когда они услышали эту запись, так это энергия, которую мы излучали».
В 2011 году Крис Каррабба из Dashboard Confessional перепел «Web in Front» на своём альбоме Covered in the Flood.

## Список композиций
Все песни написаны Eric Bachmann, Eric Johnson, Matt Gentling и Mark Price, если не указано иное.
1. «Web in Front» — 2:09
2. «Last Word» — 3:35
3. «Wrong» — 3:40
4. «You and Me» — 3:10
5. «Might» — 2:04
6. «Hate Paste» — 2:46
7. «Fat» — 1:19
8. «Plumb Line» — 2:09
9. «Learo, You’re a Hole» — 3:51
10. «Sick File» — 1:42
11. «Toast» — 4:38
12. «Backwash» — 3:27
13. «Slow Worm» — 3:32
14. «Audiowhore» — Японский бонусный трек
15. «Lowest Part is Free» — Японский бонусный трек